# Wasted...Again
Wasted…Again è un album del gruppo hardcore punk statunitense Black Flag, pubblicato nel 1987 dalla SST Records. Si tratta di un best of, edito dopo lo scioglimento della band nel 1986.

## Tracce
Tutte le canzoni sono state scritte da Greg Ginn, tranne dove specificato.
1. Wasted – 0:51 (Ginn, Morris)
2. T.V. Party – 3:31
3. Six Pack – 2:20
4. I Don't Care – 1:00 (Ginn, Morris)
5. I've Had It – 1:24
6. Jealous Again – 1:52
7. Slip It In – 5:13
8. Annihilate This Week – 4:44
9. Loose Nut – 4:33
10. Gimmie Gimmie Gimmie – 2:00
11. Louie, Louie – 1:20 (Richard Berry)
12. Drinking and Driving – 3:22 (Ginn, Rollins)

## Crediti[2]
- Keith Morris – voce (tracce 1, 4, 5 e 10)
- Chavo Pederast – voce (traccia 6)
- Dez Cadena – voce (tracce 3 e 11)
- Henry Rollins – voce (tracce 2, 7, 8, 9 e 12)
- Greg Ginn – prima chitarra in tutte le tracce
- Chuck Dukowski – basso (tracce 1, 2, 3, 4, 5, 6, 10 e 11)
- Kira Roessler – basso (tracce 7, 8 e 9)
- Brian Migdol – batteria (tracce 1, 4, 5 e 10)
- ROBO – batteria (tracce 2, 3, 6 e 11)
- Bill Stevenson – batteria (tracce 7, 8, 9 e 12)
- Craig Ibarra – artwork, art director
- John Golden – mastering